# سهل الغاب

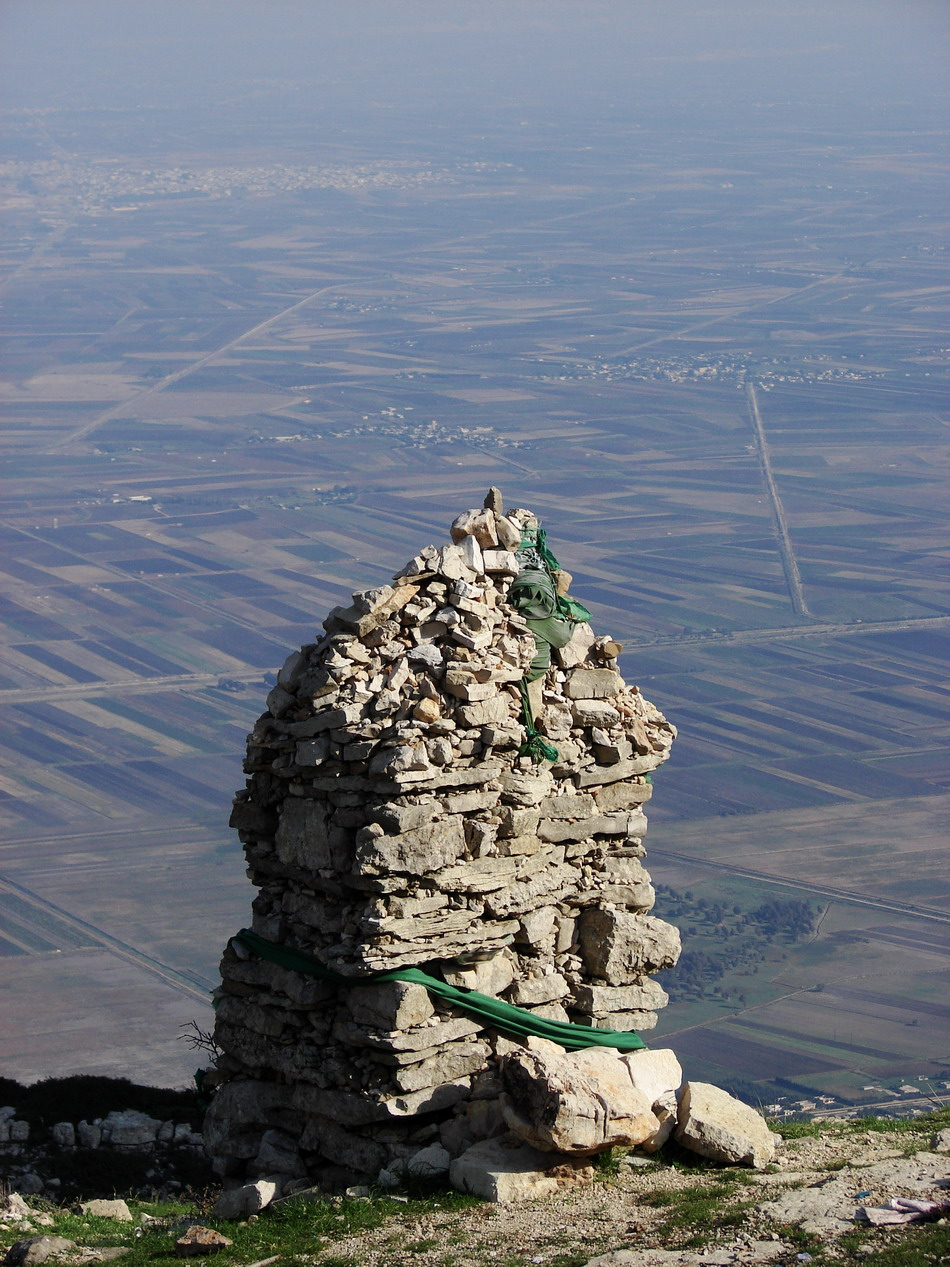
سهل الغاب من جهة جبال العلويين

سهل الغاب سهل منبسط خصب يقع في محافظة حماة في المنطقة الوسطى من سوريا بين جبال اللاذقية غربا وجبل الزاوية شرقا وجسر الشغور شمالا ومصياف جنوباً، يمرّ فيه نهر العاصي، وقد كان قسم من سهل الغاب مستنقعاً تمّ تجفيفه، ويبلغ طول سهل الغاب 80 كم وعرضه 10-15 كم.

## التاريخ
ورد ذكره في العديد من المصادر التاريخية وحصلت بجانبه معارك تاريخية ولا سيما قبل الميلاد، وتقع على أطرافه العديد من القلاع التاريخية أهمها قلعة أفاميا و قلعة سمعان.
في ثمانينيات القرن الماضي تم وصله مع الساحل السوري بطريق واسع عن طريق بيت ياشوط وكان لذلك أثراً اقتصادياً كبيراً على منطقة سهل الغاب إذ أصبحت بلدات وقرى منطقة جبلة سوقًا لتصريف المنتجات الزراعية لسهل الغاب وأصبح هذا الطريق معبراً أساسياً للدخـّان البلدي ذي الجودة العالية والذي يأتي من بيت ياشوط وقراها ويصدَّر إلى كافة المناطق.

## السكان
بلغ عدد سكان سهل الغاب عام 2010 حوالي 325 ألف نسمة وتسكنه العديد من العشائر العربية العريقة مثل  البگارة والدمالخة والنعيم والولدة وبني خزاعة والويس والجيس والفريجاوية وبني خالد وبني سعيد، ومعظم السكان يعملون في مجال الزراعة.

## مناطق سهل الغاب الإدارية
تقع عدة مدن صغيرة في سهل الغاب وعلى أطرافه، مثل مدينة السقيلبية وقرية سلحب ويتبع هذه المدن عدد من البلدات،[بحاجة لمصدر] والقرى والمزارع، ومن أهم القرى حورات عمورين ، العشارنة - كفر نبودة - و قلعة المضيق -الحواش (حماة)السياد - الحويز (حماة) - المشيك - زيزون- القرقور- المنصورة- القاهرة -التمانعة - الكريم - الرصيف (حماة) - الصحن (إدلب)- دوير الأكراد - الحويجة (حماة) - الصفا (تل زجرم) - قليدين - الزقوم (حماة) - قسطون - تل واسط ، خربة الناقوس ، الشريعة (حماة)، العمقية ، العنكاوي، الدقماق ، عين الطاقة، التويني، الزيارة (حماة)، الجيد ، عين الكروم ، عناب (حماة)، مرداش، الحيدرية (حماة)، ناعور شطحة، نبل الخطيب ، فريكة (حماة)، جورين، ناعور جورين، العزيزية، قرية الحميدية التي تعتبر بوابة جبل  الزاوية تجاه محافظة حماة.

## الزراعة
تحيط بمنطقة سهل الغاب جبال عالية وخاصة من الجهة الغربية. السهل منطقة خصبة جدا فقد كان السهل قديماً يغرق بالمياه في أجزاء كبيرة منه وتم معالجة هذة المشكلة بفتح قنوات مائية تبعد المياه الفائضة إلى مناطق أخرى، يزرع في سهل الغاب الكثير من المحاصيل الهامة مثل القطن والشوندر السكري ودوار الشمس والقمح والتبغ وجميعها محاصيل إستراتيجية وتنتشر زراعة الخضراوات بأنواعها وهي ذات جودة عالية وتصدر منتجات السهل إلى مناطق سوريا والمصانع والمعامل المتخصصة ويعتبر من أهم المناطق السورية في تربية الأسماك والأبقار.